# Малая Кырока
Малая Кырока — река в России, течёт по территории Корткеросского района Республики Коми. Устье реки находится в 4 км по правому берегу реки Большой Кыроки. Длина реки составляет 10 км.

## Данные водного реестра
По данным государственного водного реестра России относится к Двинско-Печорскому бассейновому округу, водохозяйственный участок реки — Вычегда от истока до города Сыктывкар, речной подбассейн реки — Вычегда. Речной бассейн реки — Северная Двина.
Код объекта в государственном водном реестре — 03020200112103000018044.